# Enduro equestre

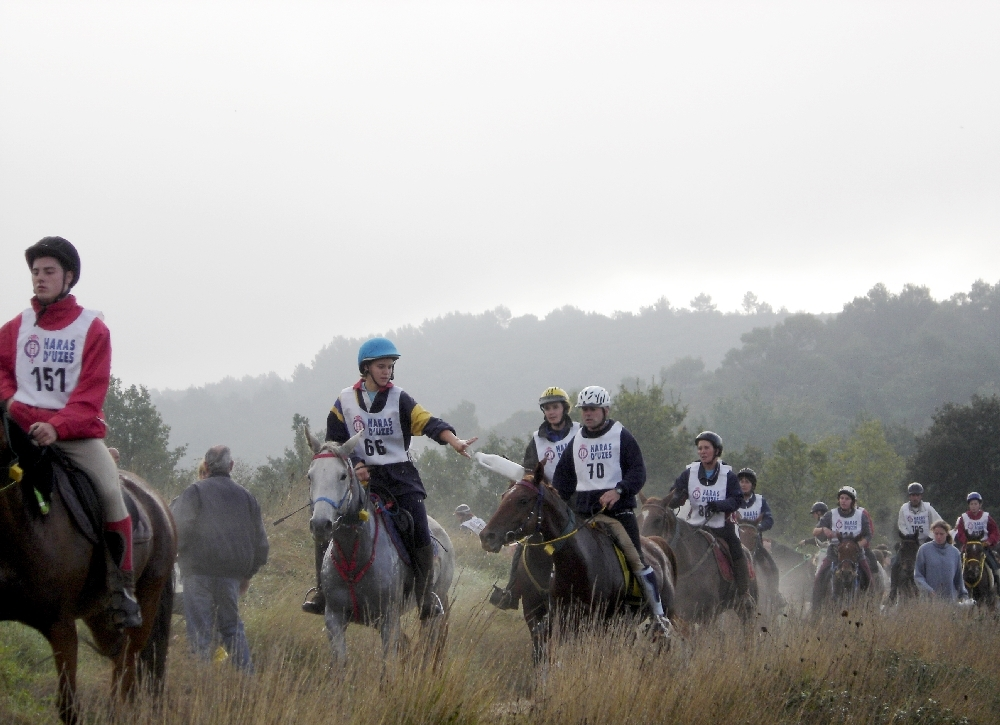
Competidores passando por um ponto de apoio, no meio da trilha (Uzes, França)

Enduro Equestre é um dos sete esportes hípicos regulamentados pela FEI - Fédération Equestre Internationale. É, atualmente, o esporte que mais cresce em número de eventos por ano e já ocupa a terceira posição, praticamente empatado com o Concurso completo de equitação e atrás do Salto.
Trata-se de uma corrida de longa distância, atingindo 160 quilômetros em sua versão mais longa, separada em etapas (chamadas de "anéis"). Entre os anéis sempre há um controle veterinário (o "vet-check") que desclassifica os cavalos demasiadamente cansados ou que mostrem qualquer sinal de dor no sistema locomotor. O enduro é disputado por conjuntos compostos de um cavaleiro/amazona e um cavalo/égua, não podendo nenhum dos membros ser substituído durante a prova. Uma característica interessante é que todos correm juntos, não havendo distinção entre homens e mulheres. Além disso, o enduro é conhecido por proporcionar um ambiente familiar, no qual avós e netos, marido e mulher, irmão e irmã, etc correm juntos e onde se tem contato com a natureza durante todo o dia.

## Modalidades
O enduro é separado em duas modalidades: velocidade livre e velocidade controlada. A primeira é considerada a modalidade principal e mais competitiva. Todas as provas internacionais e campeonatos mundiais e continentais são disputados na velocidade livre. Nesta modalidade o primeiro conjunto a percorrer a distância estabelecida e ser aprovado no vet-check final é considerado o vencedor.
A velocidade controlada é tida como uma modalidade de fomento e treinamento para cavalos e cavaleiros. Existem vários regulamentos, que premiam desde o tempo de recuperação cardíaca do cavalo até a cadência correta na trilha. Todos esses regulamentos, no entanto, estabelecem distâncias curtas (entre 15kms e 60kms), permitem que cavalos de qualquer raça e sem nenhum treinamento participem e dão condições a praticamente qualquer pessoa competir.
Todo o conteúdo a seguir diz respeito às provas de velocidade livre.

### Categorias
As provas de velocidade livre são separadas por distância e por idade dos cavaleiros/amazonas. A grande maioria é composta por trilhas entre 80kms e 160kms, embora existam provas mais curtas (normalmente de 60kms) e mais longas (divididas, nesse caso, em dois ou mais dias). Dentre essas distâncias, os cavaleiros são divididos por idade em três categorias: mirim (até 14 anos), young rider (14-21 anos) e sênior (a cima de 21 anos).
As provas consideradas de elite são:
- 160kms para seniores
- 120kms para young riders

## Prova
A prova de enduro de velocidade livre é composta por uma largada, determinado número de anéis (dependendo da distância), pelos vet-checks e pela chegada.

### Os anéis - a trilha

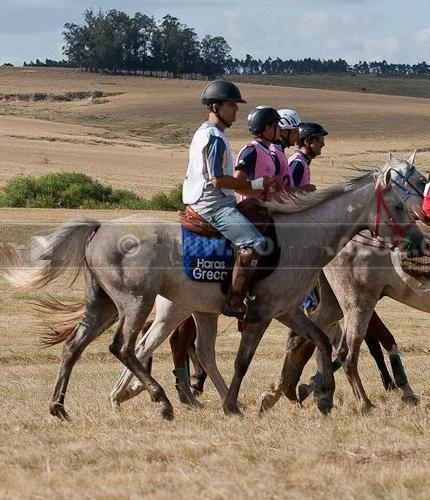
Prova 160 km (Punta del Este, Uy)

Após a largada (todos juntos, como numa maratona), os conjuntos percorrem trilhas marcadas com tinta e fitas coloridas. Essas trilhas normalmente tomam lugar em bosques, parques, florestas, pastos, estradas de terra e demais cenários típicos do meio rural. A topografia e o solo são os principais fatores da trilha e é neles que os cavaleiros/amazonas prestam atenção para decidir que velocidade imprimirão. Quanto mais duro e com mais pedras o solo e quanto mais acidentada a topografia, piores são as condições, fazendo com que os conjuntos diminuam a velocidade visando poupar suas montarias de cansaço e lesões (entendidas mais como dores, que normalmente somem no dia seguinte à competição).
É na trilha que o cavaleiro/amazona tem que decidir quão rápido andará e onde forçará mais o ritmo, lembrando sempre que ao aumentar a velocidade está cansando mais seu cavalo e o expondo a maiores riscos de lesão.
Numa prova de 160kms o conjunto passa cerca de dez horas na trilha, podendo variar dependendo do solo, da topografia e do clima. A trilha é separada em anéis (etapas), cada um medindo entre 15kms e 40kms. No meio destes anéis há locais com água para os cavalos e pontos de apoio, onde a ajuda externa é permitida e onde se resfria os cavalos e se dá eletrólitos e demais suplementos para os animais. Ao final de cada anel há um vet-check.

### Osvet-checks
O vet-check compreende três fases: a de recuperação do cavalo, a dos testes veterinários e a de descanso. A primeira começa assim que o conjunto chega da trilha e sua função é preparar o cavalo para a fase seguinte o mais rápido possível. Nela, o cavaleiro e sua equipe de apoio tiram a sela do cavalo e o resfriam (normalmente jogando água gelada em seu corpo). Como o tempo do conjunto só é parado quando o cavalo passa para a fase seguinte (e não quando ele chega da trilha), é importante que a fase de recuperação seja o mais breve possível, o que privilegia os cavalos mais descansados - já que para passar para os testes veterinários a frequência cardíaca do cavalo deve estar suficientemente baixa.
Os testes veterinários visam verificar as condições do animal. O médico veterinário mede a frequência cardíaca do cavalo, hidratação, movimentação intestinal, dores musculares e por fim observa se sua movimentação não apresenta nenhuma claudicação (manqueira). Caso a frequência cardíaca do cavalo esteja a cima dos níveis máximos estabelecidos (normalmente 64 batimentos por minuto) ou o cavalo esteja mancando, o conjunto será eliminado e, portanto, obrigado a parar. Caso o cavalo seja aprovado, o conjunto largará para o próximo anel (após a fase de descanso) ou será considerado classificado (caso já tenha terminado a prova).
A fase de descanso é composta por um tempo (ao redor de 40 minutos) para que cavalos e cavaleiros descansem, se alimentem, etc. Muitas vezes os cavalos são massageados. Após esta fase, os conjuntos largam para o próximo anel, respeitando a ordem e o tempo no qual eles entraram nos testes veterinários.

### Chegada
A chegada do último anel, ou chegada final, difere da chegada dos outros anéis pois determina o fechamento do tempo do conjunto, ou seja, é o primeiro a cruzar a linha de chegada que ganha e não o primeiro a entrar nos testes veterinários. Por esse motivo, algumas vezes ocorrem disputas, ou sprints, na chegada.

## História do esporte
Apesar de provas eqüestres de resistência existirem há muito tempo, o enduro moderno, tal como o conhecemos hoje, tem suas origens na década de 1950. Nos EUA, Wendell Robie se propôs a trilhar a rota do Pony Express - um antigo serviço dos correios norte-americanos - em menos de 24 horas. Posteriormente, nesta trilha foi fundada a Tevis Cup, uma das provas de enduro mais importantes até hoje.
A partir de então o enduro eqüestre foi se desenvolvento e se difundindo. Em 1982 o enduro passou a ser considerado uma disciplina oficial da FEI, que desde 1986 organiza campeonatos mundiais a cada dois anos, além de campeonatos europeus, pan-americanos, etc. Ao final da década de 1990, países árabes, em especial o Emirados Árabes Unidos, aderiram ao esporte e injetaram grandes quantias de dinheiro em patrocínio, treinamento, aquisição de animais, etc. A partir de então o enduro passou a crescer esportivamente e economicamente de modo vertiginoso.

## Cavalos

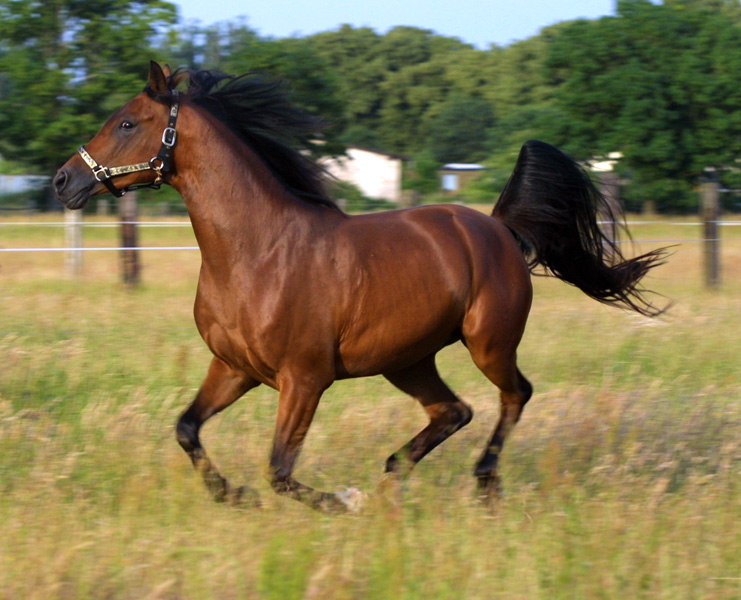
Cavalo árabe solto no pasto

A maior parte dos cavalos praticantes de enduro equestre é da raça Puro Sangue Árabe (PSA). Por sua resistência e aptidão esportiva, os cavalos árabes alcançam, ao redor de todo o mundo, resultados superiores. Há, também, muitos cavalos com parte do sangue árabe, em especial anglo-árabes (mistura de PSA com PSI - Puro Sangue Inglês), conhecidos por seu tamanho maior.
Esta tendência, no entanto, não é uma regra e algumas vezes observa-se cavalos com origem desconhecida (sem raça definida) ou cruzas pouco comuns (criolo com inglês, por exemplo) ganhando provas importantes e tendo outros resultados impressionantes.

### Características desejáveis num cavalo de enduro
Um cavalo de enduro deve ser forte, bem aprumado, ter bons cascos, ter um sistema cardio-respiratório eficiente, apresentar disposição para o esporte (vontade de andar, por exemplo), mostrar-se apto para realizar troca de calor com o ambiente de modo eficiente e ser calmo. Nem todas essas características são encontradas em todos os cavalos de enduro.

## Panorama internacional
As duas principais forças no enduro equestre mundial são a França e o Emirados Árabes Unidos (UAE). Além de terem resultados expressivos nos campeonatos mundiais e continentais, são nestes países que acontecem as competições mais importantes. A França é conhecida pela larga experiência de seus cavaleiros e por sua criação e seleção de cavalos, enquanto os UAE por seu imenso investimento em animais e treinamento.
Outros países também ocupam posições importantes no cenário internacional. Na Europa destacam-se Itália, Portugal e Espanha, na América, Estados Unidos, Brasil e Uruguai, no Oriente Médio, Barém e no restante do mundo, a Austrália.

### Principais conquistas brasileiras
Apesar de não ser uma força primária no enduro equestre e sempre enfrentar longas viagens para participar de campeonatos internacionais, o Brasil já obteve resultados expressivos:
- Campeonato mundial young rider 2003 - Pratoni Del Vivaro (Itália)
  - 6° lugar individual
  - Best Condition Award

- Pan-americano 2005 - Pinamar (Argentina)
  - Medalha de bronze por equipe na categoria sênior
  - Medalha de ouro por equipe na categoria young rider
  - Medalha de prata individual na categoria young rider
  - Medalha de bronze individual na categoria young rider
  - Best Condition Award

- Campeonato mundial young rider 2005 - Barém
  - Medalha de bronze por equipe

- Campeonato mundial young rider 2007 - Campo de Mayo (Argentina)
  - Medalha de bronze por equipe

- Pan-americano 2007 - Campinas (Brasil)
  - Medalha de ouro por equipe na categoria sênior
  - Medalha de ouro por equipe na categoria young rider
  - Medalha de ouro individual na categoria sênior
  - Medalha de prata individual na categoria sênior

- Campeonato Mundial de Cavalos Jovens 2009 - Compiègne (França)
  - Medalha de bronze individual na categoria 8 anos